# Johan Gustaf Lenning (1738–1802)
Johan Gustaf Lenning, född 1738 i Nyköping, död där 1802, var en svensk fabrikör och riksdagsledamot.

## Biografi
Lenning var son till handelsmannen Bengt Lenning. 1754 hade fadern fått tillstånd att starta snustillverkning under namnet Lenning & Co. Efter faderns död 1759 fick Johan Gustaf och hans bror Bengt Lenning tillstånd att fortsätta faderns verksamhet; dock lämnade Bengt Lenniung bolaget redan 1767 för att starta egen snustillverkning.
1777 utökade Johan Gustaf Lenning sin affärsverksamhet då han tillsammans med Conrad Hinrich Bräsch köpte Govert Keysers klädesfabrik i Nyköping. Vid inköpet fanns 18 anställda. 1794, då Bräsch utträdde, fanns hela 120 anställda vid fabriken. Fabriken var sedan i familjen Lennings ägo till 1868.
Lenning utnämndes 1779 till rådman i Nyköping och var vid ett flertal tillfällen riksdagsledamot för Borgarståndet och deltog vid Riksdagen 1778–1779, Riksdagen 1789 samt Riksdagen 1792. Han utnämndes av Gustav III till en av kronprins Gustav Adolfs faddrar vid dennes dop den 10 november 1778 och fick vid drottningens kyrktagning den 27 december 1778 mottaga Gustav III:s faddertecken.

### Familj
Lenning gifte sig 1775 med Anna Elisabet Eberstein och fick med hennes fyra barn, däribland Johan Gustaf Lenning, som tog över faderns verksamhet i staden samt sonen Christian Lenning som startade en textilfabrik i Norrköping.